# Błażej Krzyształowicz
Błażej Krzyształowicz (ur. 24 września 1987 w Sosnowcu) – były polski siatkarz, obecnie trener siatkarski. Od 2015 do 2019 roku był asystentem trenera reprezentacji Polski.

## Życiorys
Absolwent Szkoły Mistrzostwa Sportowego w Spale. Po dwóch latach bycia uczniem SMS-u PZPS Spała kontuzje pokrzyżowały jego plany. Zaczął mieć poważne problemy z kolanami co skończyło się trzema operacjami. Był zawodnikiem STS-u Skarżysko-Kamienna, gdzie grał na pozycji rozgrywającego. Był statystykiem Gwardii Wrocław oraz w sezonie 2010/2011 Banku BPS Muszynianki Fakro Muszyna. 
Od sezonu 2013/2014 pełnił funkcję statystyka, od 2014/2015 drugiego trenera Budowlanych Łódź, od sezonu 2016/2017 do sezonu 2020/2021 był pierwszym trenerem.
W sezonach 2016-2018 jego asystentem był jego ojciec, Tadeusz.
W sezonie 2021/2022 był początkowo asystentem trenera w zespole Lokomotiw Kaliningrad, następnie objął funkcję trenera w zespole E. Leclerc Moya Radomka Radom. W marcu 2023 poinformował, że po sezonie 2022/2023 nie będzie już trenerem zespołu z Radomia.

## Przebieg kariery
| Siatkarz                  | Siatkarz                     | Siatkarz          | Siatkarz          | Siatkarz          | Siatkarz          | Siatkarz          | Siatkarz          | Siatkarz          | Siatkarz          | Siatkarz          |                |
| kariera juniorska         | kariera juniorska            | kariera juniorska | kariera juniorska | kariera juniorska | kariera juniorska | kariera juniorska | kariera juniorska | kariera juniorska | kariera juniorska | kariera juniorska |                |
| Lata                      | Klub                         | Klub              | Klub              | Klub              | Klub              | Klub              | Klub              | Klub              | Klub              | Klub              | Klub           |
| ------------------------- | ---------------------------- | ----------------- | ----------------- | ----------------- | ----------------- | ----------------- | ----------------- | ----------------- | ----------------- | ----------------- | -------------- |
| 2003–2005                 | SMS PZPS Spała               | SMS PZPS Spała    | SMS PZPS Spała    | SMS PZPS Spała    | SMS PZPS Spała    | SMS PZPS Spała    | SMS PZPS Spała    | SMS PZPS Spała    | SMS PZPS Spała    | SMS PZPS Spała    | SMS PZPS Spała |
| kariera trenerska         |                              |                   |                   |                   |                   |                   |                   |                   |                   |                   |                |
| 2014–2016                 | Budowlani Łódź               | asystent trenera  |                   |                   |                   |                   |                   |                   |                   |                   |                |
| 2015–2019                 | Polska                       | asystent trenera  |                   |                   |                   |                   |                   |                   |                   |                   |                |
| 2016–2021                 | Budowlani Łódź               | I trener          |                   |                   |                   |                   |                   |                   |                   |                   |                |
| 2021–2022 (do 19.03.2022) | Lokomotiw Kaliningrad        | asystent trenera  |                   |                   |                   |                   |                   |                   |                   |                   |                |
| 2022–2023 (od 20.03.2022) | E.Leclerc Moya Radomka Radom | I trener          |                   |                   |                   |                   |                   |                   |                   |                   |                |
| 2023– (od 30.10.2023)     | Grupa Azoty Akademia Tarnów  | I trener          |                   |                   |                   |                   |                   |                   |                   |                   |                |

## Sukcesy

### jako asystent trenera
Letnia Uniwersjada:
- 2009

### jako trener
Mistrzostwo Polski:
- 2017, 2019
- 2018

Superpuchar Polski:
- 2017, 2018, 2020

Puchar Polski:
- 2018